# 坪林商圈
坪林商圈位於新北市坪林區，範圍以坪林街為主。商圈擁有早期老街遺構，新穎的茶葉博物館，以及茶產業相關店家，以及橫跨北勢溪的坪林拱橋和周遭的景觀步道；整體主要以觀光、茶產業為主，舉辦的相關活動皆可與商圈產業發展相契合，合作對象包括坪林區農會、鄰近農家、商圈店家、坪林國中、社區發展協會以及坪林商圈發展促進會，並由當地店家推出風味茶餐，推廣茶鄉形象，達到地方特色推廣、行銷特產的目的。
由於坪林為一個三生兼具的觀光山城，擁有北台地區最大的包種茶產區，茶產業帶動了商圈的經濟的，而種茶、採茶、製茶、品茶、賣茶的循環週期，左右了坪林居民的生活，生活的頻率與茶息息相關，另外坪林擁有相當豐富的自然資源，生態完整，組織與店家與政府，都很積極投入低碳商圈的推廣，並培育導覽人員，導覽解說商圈生態與人文資源。
商圈組織運用區公所的小額補助，開設導覽課程，搭配縣政府的「坪林包種茶節」，行銷商圈店家，並配合低碳政策，推動生態遊程，串連自然與店家，並自主改善店面，服務單車族群，提高許多在地消費的機會，同時成功打造商圈形象。

## 商圈特色
1. 「茶」是坪林區的特產，以生產品質優良的包種茶聞名全國
2. 有多項茶葉副產品，像茶葉年糕、茶葉蛋捲、茶葉牛軋糖等
3. 「坪林包種茶節」為地方重要節慶

## 周邊觀光資源

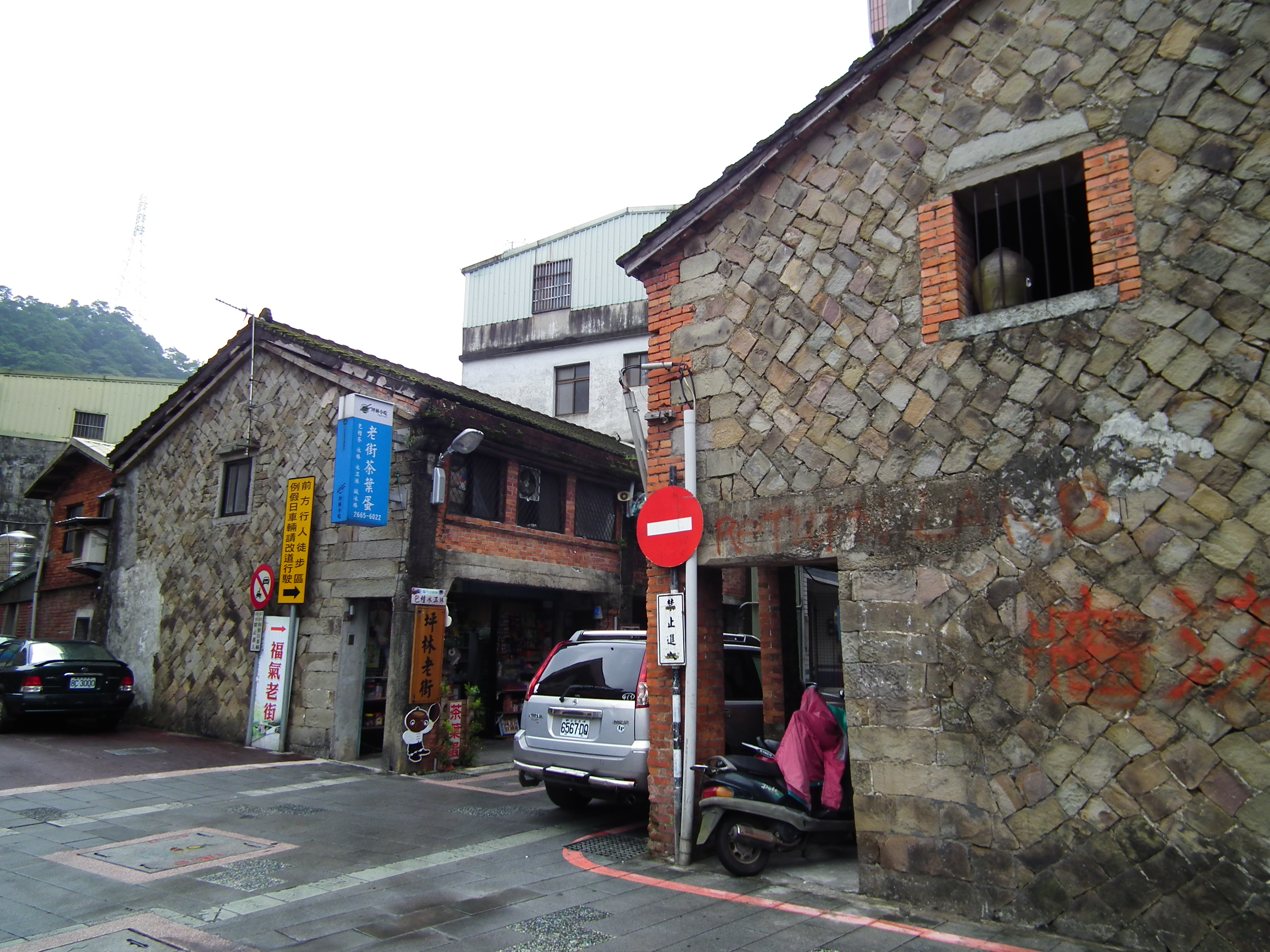
坪林老街

1. 坪林行控中心
2. 雪隧南口文史館
3. 籟狸尖山登山步道
4. 茶業博物館
5. 觀音臺
6. 親水吊橋
7. 親水公園
8. 坪林老街
9. 坪林拱橋

## 相關網站
- 新北市形象商圈-坪林商圈